# Bulbine longifolia
Bulbine longifolia är en grästrädsväxtart som beskrevs av Schinz. Bulbine longifolia ingår i släktet bulbiner, och familjen grästrädsväxter. Inga underarter finns listade i Catalogue of Life.